# كونراد جي. عثمان
كونراد جي. عثمان هو سياسي كندي، ولد في 5 سبتمبر 1897 في هيلسبورو في كندا، وتوفي في 11 سبتمبر 1948. نشط حزبياً في الحزب التقدمي المحافظ في نيو برونزويك ‏. وقد انتخب عضو الجمعية التشريعية لنيو برونزويك ‏.